# Парк початку ХІХ ст.
Парк початку ХІХ ст. — парк-пам'ятка садово-паркового мистецтва загальнодержавного значення у м. Кам'янці Черкаської області.

## Історія
Охоронний режим встановлено як об'єктові природно заповідного фонду Постановою Ради Міністрів УРСР від 29.01.60 р. № 105, сучасний статус — з 1972. Підпорядкований Кам'янському державному історико-культурному заповіднику.
Площа 4,0 га. До 2024 року об'єкт мав назву «Парк Декабристів». 

## Характеристика
Заснований наприкінці XVIII — на поч. XIX ст. на правому березі р. Тясмину. На території парку ростуть дерева й кущі, які належать до 59 видів та 3 культиварів (форм). Серед них найпоширеніші: ясени звичайний та зелений, клен польовий, в'язи. Станом на початок 2010-х рр. основу насаджень становлять аборигенні види із домінуванням клена гостролистого.
Садиба належала декабристу Василю Давидову (1792–1855), потім його родині, тут бували відомі декабристи, Олександр Пушкін, пізніше — Петро Чайковський. З архітектурних споруд садиби збереглися грот (кінець XVIII ст.), який міститься на території парку, зелений будиночок (поч. XIX ст.) та водяний млин (1825), що розташовані за межами парку. Має важливе історичне та меморіальне значення.

## Галерея

Грот декабристів
Пам'ятник Пушкіну
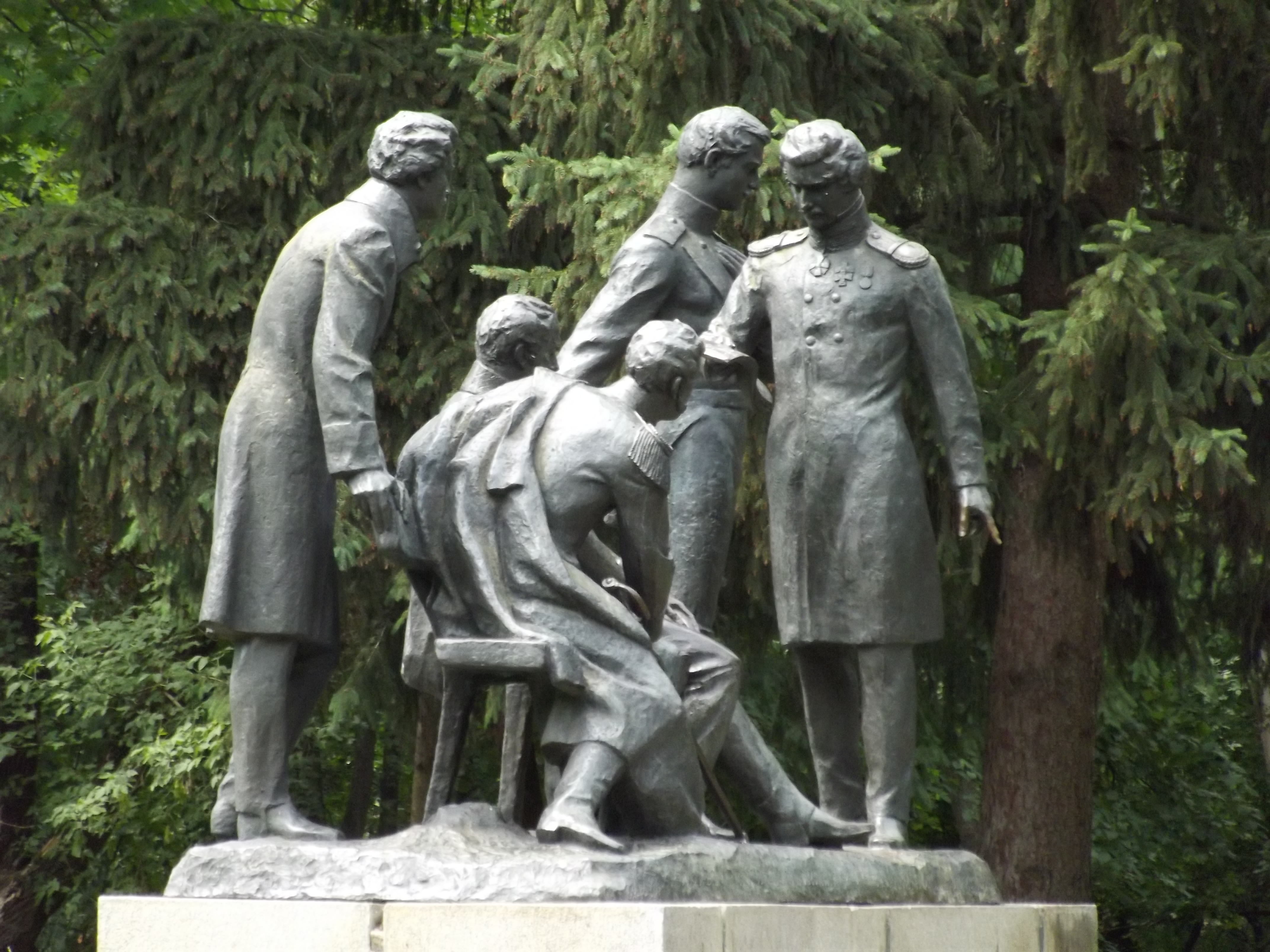
Пам'ятник декабристам
Алеї парку
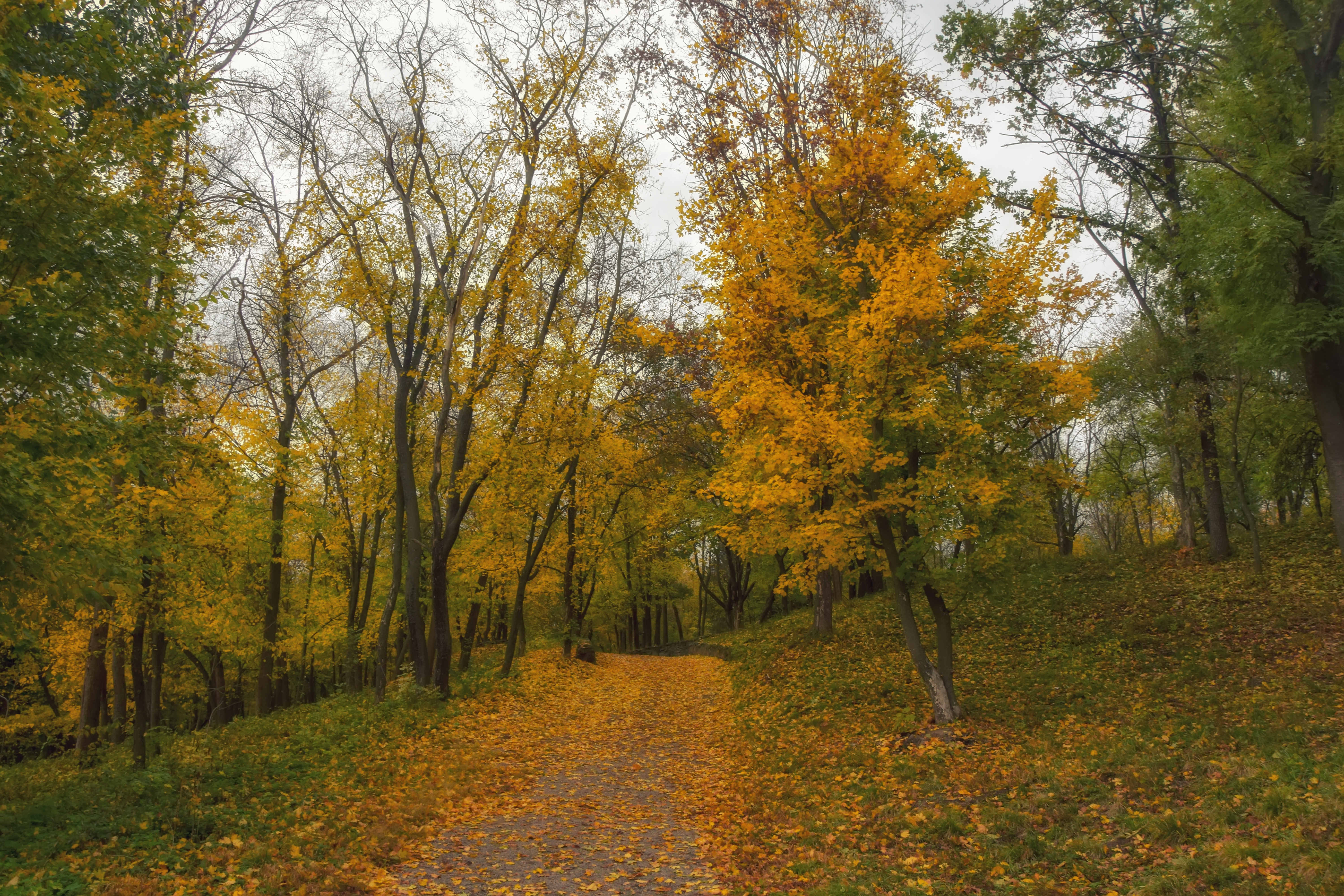
Парк восени
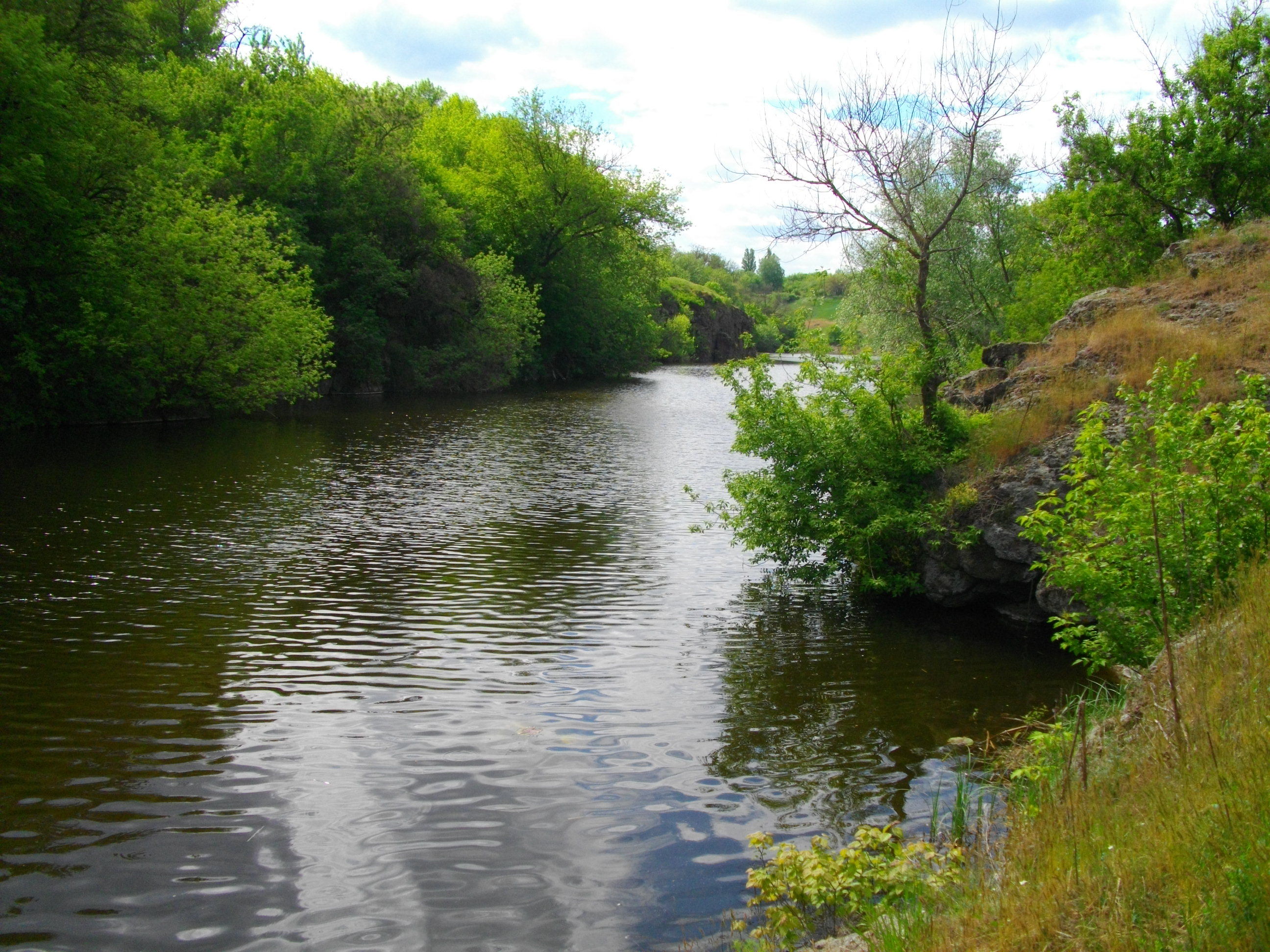
Річка Тясмин
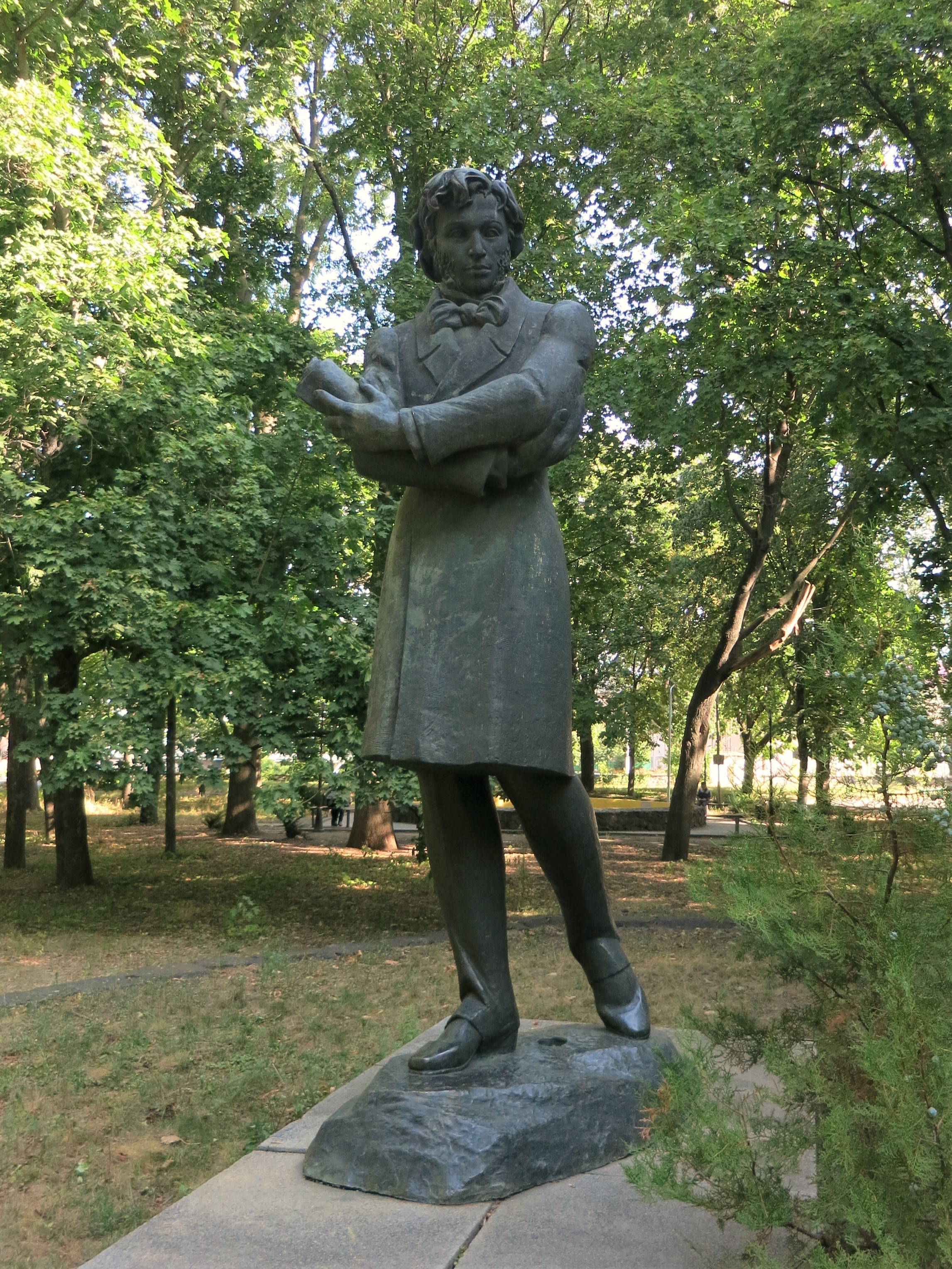
Пам'ятник О.С. Пушкіну парк декабристів м Кам'янка.
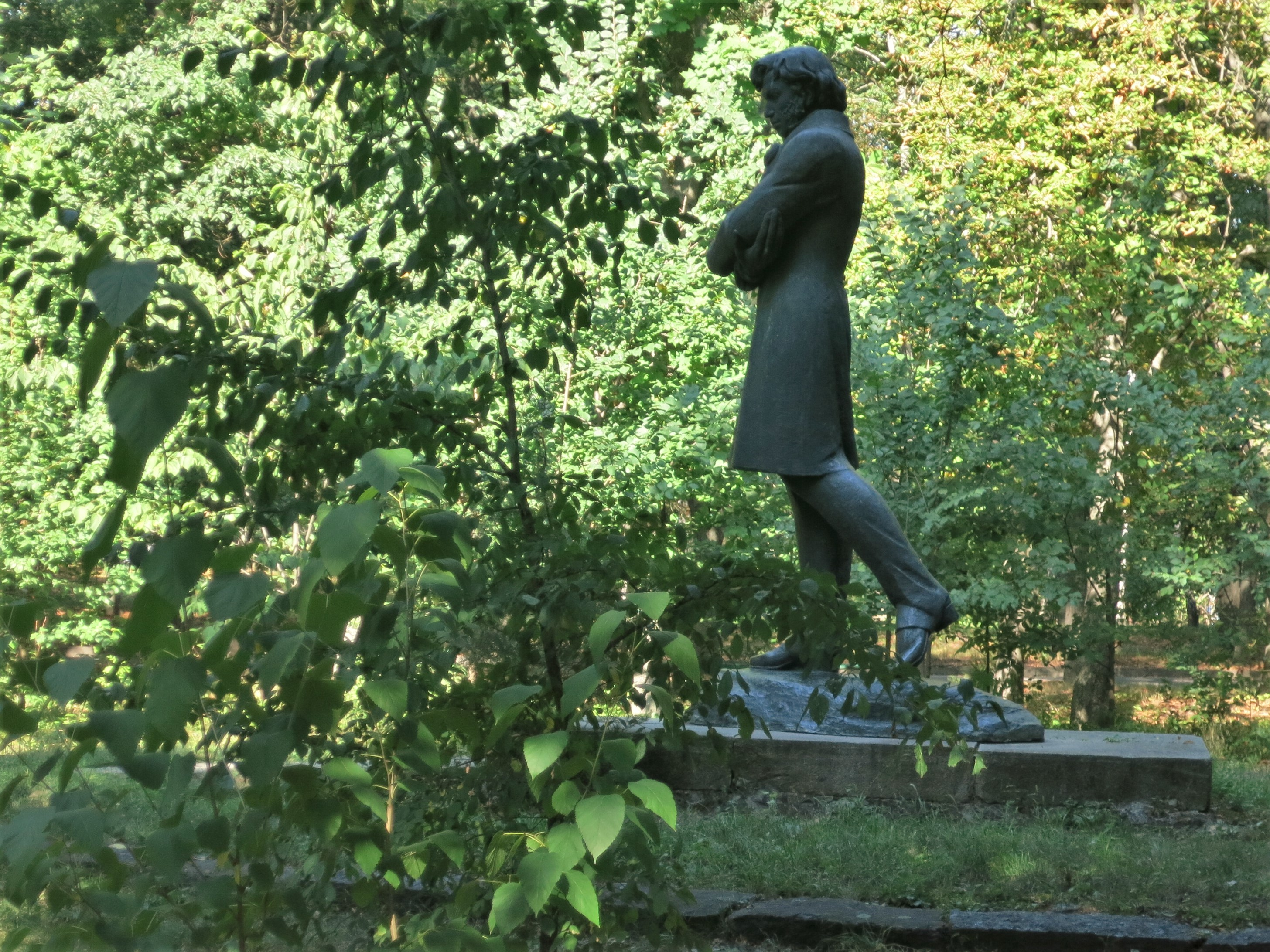
Пам'ятник О.С. Пушкіну, м.Кам'янка